# Autotrof
En organisme er autotrof, når den selv producerer komplekse organiske forbindelser udfra simple stoffer som f.eks. kuldioxid og vand.
Ordet autotrof er sammensat af to græske ord: auto, der betyder "selv", og trophein, der betyder "nære". Den direkte betydning af begrebet er altså = selvnærende. Deraf "selvforsynende".
Tidligt i Jordens geologiske historie opstod der autotrofe organismer, som udnyttede den kemiske energi fra iltfattige kulstof- eller svovlforbindelser til at opbygge det nødvendige sukkerstof. De findes endnu i iltfrie eller iltfattige omgivelser, og deres produktionsmetode kaldes kemosyntese.
Senere opstod encellede organismer, cyanobakterier eller blågrønalger, der havde udviklet en ny metode til at skaffe sig stof og energi på, nemlig fotosyntesen. Meget tyder på, at fotosyntesen senere er blevet overført til de grønne planter ved, at de har optaget blågrønne bakterier i sig uden at fordøje dem. Under alle omstændigheder er det tankevækkende, at grønkornene, de organeller, der udfører fotosyntesen, har deres eget DNA.
- Autotrofe organismer
- Cyanobakterier var først med fotosyntesen. Her Anabaena spiroides.
- De højere planter er autotrofe. Her Bugtet Kløver.